# Stade Ettayarane
 (février 2019).
Le stade Ettayarane (arabe : ملعب الطيران) est un stade tunisien situé dans la délégation d'Ezzouhour à Tunis.
En 2016, la municipalité de Tunis entame une rénovation de ce stade.